# Maomé V de Marrocos
Maomé V (em árabe: محمد الخامس; romaniz.: Muhammad V; Fez, 10 de agosto de 1909 - Rabate, 26 de fevereiro de 1961), nascido Maomé ibne Iúçufe (em árabe: محمد بن يوسف; romaniz.: Muḥammad ibn Yūsuf) foi mulei (em árabe: مولاي; romaniz.: mulay), sultão de 1927 a 1953 e então de 1955 a 1957 e finalmente rei de Marrocos de 1957 a 1961.

## Vida
Maomé era o terceiro filho de Iúçufe (r. 1912–1927). Com a morte deste, as autoridades francesas fizeram Maomé o sucessor. Em 1934, exortou os franceses a abandonarem o Dahir Berber de 1930 que criou diferentes sistemas legais aos dois principais grupos étnicos do Marrocos, os berberes e árabes. Os marroquinos criaram o Dia do Trono, um festival anual para celebrar o aniversário da ascensão de Maomé. Neste dia, o sultão discursou, apesar de forma moderada, de modo a encorajar o sentimento nacionalista. Os franceses relutantemente transformaram o dia em feriado oficial e na década seguinte Maomé, embora não fizesse declaradamente parte dos movimentos nacionalistas, os apoiou. Com a II Guerra Mundial (1939–1945), apoiou os Aliados e em 1943 se reuniu com o presidente dos Estados Unidos Franklin D. Roosevelt, que o encorajou a declarar independência.
Em janeiro de 1944, o interesse de Maomé pela independência aumentou dada a prisão, por ordem da França, de vários nacionalistas. Em 1947, visitou Tânger e discursou sobre as ligações dos marroquinos com o mundo árabe e omitiu a França. Além disso, se recusou a assinar os decretos do general residente francês. Em 1951, os franceses encorajaram uma rebelião tribal, e sob pretexto de protegê-lo, cercaram o palácio com tropas. Nisso, foi obrigado a denunciar o movimento nacionalista. Em agosto de 1953, foi levado à Córsega e então Madagascar e o país foi dado a Maomé ibne Arafa (r. 1953–1955).
O terrorismo se alastrou com sua ausência, e os franceses, que à época enfrentavam uma grande revolta na Argélia, permitiram que voltasse em novembro de 1955. Em março de 1956, Maomé negociou um tratado que garantiu a integral independência do Marrocos. Em 1957, adotou o título de rei (maleque). Seu filho e futuro sucessor Haçane II foi nomeado, em maio de 1960, primeiro ministro e dirigiu ativamente o país até sua sucessão em 1961.